# Canon T90
De Canon T90 was het in 1986 geïntroduceerde topmodel in Canons T-serie van 35mm-spiegelreflexcamera's. Het was tevens Canons laatste professionele camera met handmatige scherpstelling en derhalve de laatste die gebruikmaakte van de Canon FD-objectiefbajonet.
Het model werd overschaduwd door de autofocusrevolutie en Canons nieuwe en incompatibele EOS (Electro-Optical System) en al na een jaar werd de fabricage van de T90 beëindigd. Toch liep de T90 met vele technische concepten en vernieuwingen voorop, concepten die men tegenwoordig veelal nog slechts aantreft in high-end camera's, waaronder de gebruikersinterface, productontwerp en hoge mate van automatisering. Het verwierf de bijnaam "The Tank" van Japanse fotojournalisten.
Als accessoire was onder andere de Data Memory Back 90 verkrijgbaar, die het mogelijk maakte de camera te verbinden met een computer.